# 53. Międzynarodowy Festiwal Filmowy w Wenecji
53. Międzynarodowy Festiwal Filmowy w Wenecji odbył się w dniach 28 sierpnia – 7 września 1996 roku. Imprezę otworzył pokaz amerykańskiego filmu Uśpieni w reżyserii Barry'ego Levinsona. W konkursie głównym zaprezentowano 16 filmów pochodzących z 12 różnych krajów.
Jury pod przewodnictwem polskiego reżysera Romana Polańskiego przyznało nagrodę główną festiwalu, Złotego Lwa, irlandzkiemu filmowi Michael Collins w reżyserii Neila Jordana. Drugą nagrodę w konkursie głównym, Nagrodę Specjalną Jury, przyznano gruzińskiemu filmowi Zbóje: Rozdział VII w reżyserii Otara Ioselianiego.
Honorowego Złotego Lwa za całokształt twórczości otrzymali amerykański reżyser Robert Altman, włoski aktor Vittorio Gassman, amerykański aktor Dustin Hoffman oraz francuska aktorka Michèle Morgan.

## Członkowie jury

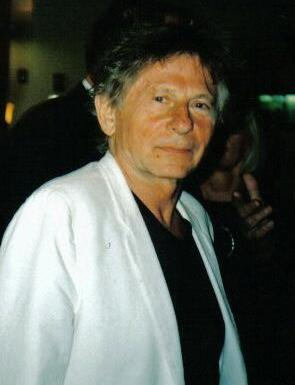
Przewodniczący jury konkursu głównego Roman Polański.

### Konkurs główny
- Roman Polański, polski reżyser − przewodniczący jury[8][9]
- Paul Auster, amerykański pisarz i scenarzysta
- Souleymane Cissé, malijski reżyser
- Callisto Cosulich, włoski krytyk filmowy
- Anjelica Huston, amerykańska aktorka
- Miriam Mifai, włoska dziennikarka
- Mrinal Sen, indyjski reżyser
- Antonio Skármeta, chilijski pisarz
- Hülya Uçansu, dyrektorka MFF w Stambule

## Selekcja oficjalna

### Konkurs główny
Następujące filmy zostały wyselekcjonowane do udziału w konkursie głównym o Złotego Lwa:
| Tytuł polski                           | Tytuł oryginalny                 | Reżyseria          | Kraj produkcji    |
| -------------------------------------- | -------------------------------- | ------------------ | ----------------- |
| Basquiat – Taniec ze śmiercią          | Basquiat                         | Julian Schnabel    | Stany Zjednoczone |
| Box of Moonlight                       | Box of Moonlight                 | Tom DiCillo        | Stany Zjednoczone |
| Zbóje: Rozdział VII                    | Brigands, chapitre VII           | Otar Ioseliani     | Gruzja            |
| Pieśń Carli                            | Carla's Song                     | Ken Loach          | Wielka Brytania   |
| Mozart na zawsze                       | For Ever Mozart                  | Jean-Luc Godard    | Szwajcaria        |
| Pogrzeb                                | The Funeral                      | Abel Ferrara       | Stany Zjednoczone |
| Mężczyźni, kobiety: instrukcja obsługi | Hommes, femmes, mode d'emploi    | Claude Lelouch     | Francja           |
| Ilona przybywa z deszczem              | Ilona llega con la lluvia        | Sergio Cabrera     | Kolumbia          |
| Michael Collins                        | Michael Collins                  | Neil Jordan        | Irlandia          |
| Przyjęcie                              | Party                            | Manoel de Oliveira | Portugalia        |
| Święte milczenie                       | Pianese Nunzio, 14 anni a maggio | Antonio Capuano    | Włochy            |
| Ponette                                | Ponette                          | Jacques Doillon    | Francja           |
| Karmazynowa głębia                     | Profundo carmesí                 | Arturo Ripstein    | Meksyk            |
| Buddo, błogosław Amerykę               | 太平天國 Tai ping tian guo       | Wu Nien-jen        | Tajwan            |
| Król olch                              | Der Unhold                       | Volker Schlöndorff | Niemcy            |
| Vesna prze do przodu                   | Vesna va veloce                  | Carlo Mazzacurati  | Włochy            |

### Pokazy pozakonkursowe
Następujące filmy zostały wyświetlone na festiwalu w ramach pokazów pozakonkursowych i specjalnych:
| Tytuł polski                  | Tytuł oryginalny             | Reżyseria              | Kraj produkcji    |
| ----------------------------- | ---------------------------- | ---------------------- | ----------------- |
| Bámbola                       | Bámbola                      | Bigas Luna             | Włochy            |
| Brudne pieniądze              | Bound                        | Larry i Andy Wachowscy | Stany Zjednoczone |
| Kroniki trzeciego tysiąclecia | Cronache del terzo millennio | Francesco Maselli      | Włochy            |
| Fan                           | The Fan                      | Tony Scott             | Stany Zjednoczone |
| Przerażacze                   | The Frighteners              | Peter Jackson          | Nowa Zelandia     |
| Dzień Niepodległości          | Independence Day             | Roland Emmerich        | Stany Zjednoczone |
| Ostatni sprawiedliwy          | Last Man Standing            | Walter Hill            | Stany Zjednoczone |
| Mężowie i żona                | Multiplicity                 | Harold Ramis           | Stany Zjednoczone |
| Portret damy                  | The Portrait of a Lady       | Jane Campion           | Wielka Brytania   |
| Blask                         | Shine                        | Scott Hicks            | Australia         |
| Uśpieni                       | Sleepers                     | Barry Levinson         | Stany Zjednoczone |
| Szamanka                      | Szamanka                     | Andrzej Żuławski       | Polska            |
| Zbuntowana załoga             | True Blue                    | Ferdinand Fairfax      | Wielka Brytania   |

## Laureaci nagród

### Konkurs główny
Złoty Lew
- Michael Collins, reż. Neil Jordan

Nagroda Specjalna Jury
- Zbóje: Rozdział VII, reż. Otar Ioseliani

Puchar Volpiego dla najlepszej aktorki
- Victoire Thivisol − Ponette

Puchar Volpiego dla najlepszego aktora
- Liam Neeson − Michael Collins

Puchar Volpiego za najlepszą rolę drugoplanową
- Chris Penn − Pogrzeb

Złota Osella za najlepszy scenariusz
- Paz Alicia Garciadiego − Karmazynowa głębia

Złota Osella za najlepszą muzykę
- David Mansfield − Karmazynowa głębia

Złota Osella za najlepszą scenografię
- Mónica Chirinos i Marisa Pecanins − Karmazynowa głębia

### Wybrane pozostałe nagrody
Nagroda im. Luigiego De Laurentiisa za najlepszy debiut reżyserski
- Kronika znikania, reż. Elia Suleiman

Złoty Medal Przewodniczącego Senatu Włoch
- Pieśń Carli, reż. Ken Loach

Nagroda FIPRESCI
- Konkurs główny:  Ponette, reż. Jacques Doillon
- Międzynarodowy Tydzień Krytyki:  Suknia, reż. Alex van Warmerdam
- Sekcje paralelne:  Wiek możliwości, reż. Pascale Ferran

Nagroda im. Francesco Pasinettiego (SNGCI - Narodowego Stowarzyszenia Włoskich Krytyków Filmowych)
- Najlepszy włoski film:  Portret damy, reż. Jane Campion (koprodukcja)
- Najlepszy włoski aktor:  Fabrizio Bentivoglio − Święte milczenie
- Najlepsza włoska aktorka:  Tereza Groszmannová − Vesna prze do przodu

Nagroda OCIC (Międzynarodowej Katolickiej Organizacji ds. Filmu i Sztuk Audiowizualnych)
- Pogrzeb, reż. Abel Ferrara
- Ponette, reż. Jacques Doillon
  - Wyróżnienie Specjalne:  Kola, reż. Jan Svěrák /  Lea, reż. Ivan Fíla

Nagroda UNICEF-u
- Król olch, reż. Volker Schlöndorff

Nagroda UNESCO
- Small Wonders, reż. Allan Miller

Honorowy Złoty Lew za całokształt twórczości
- Robert Altman
- Vittorio Gassman
- Dustin Hoffman
- Michèle Morgan